# São José (Principe)
Pour les articles homonymes, voir São José.
São José (ou Sao Jose Picate, São José Picaté, Pincaté, Pinquete) est une localité de Sao Tomé-et-Principe située au centre-nord de l'île de Principe. C'est une ancienne roça.

## Population
Lors du recensement de 2012, 93 habitants y ont été dénombrés.

## Roça
De type roça-avenida – organisée de part et d'autre d'un axe central –, c'était une ancienne dépendance de la roça Porto Real.